# Mahathala
Mahathala is een geslacht van vlinders van de familie Lycaenidae.

## Soorten
- M. ameria (Hewitson, 1862)
- M. gone Druce, 1895
- M. hainani Bethune-Baker, 1903